# Viridophara carinata
Viridophara carinata är en insektsart som beskrevs av Mushtaq 1992. Viridophara carinata ingår i släktet Viridophara och familjen Dictyopharidae. Inga underarter finns listade i Catalogue of Life.